# Prestwick South Parish Church

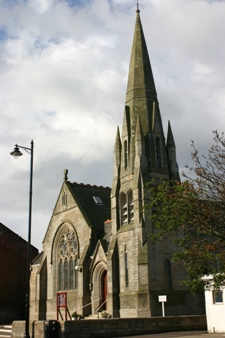
Prestwick South Parish Church

Die Prestwick South Parish Church ist ein Kirchengebäude der presbyterianischen Church of Scotland in der schottischen Stadt Prestwick in der Council Area South Ayrshire. 2003 wurde das Bauwerk in die schottischen Denkmallisten in der Kategorie B aufgenommen. Die Kirche ist noch als solche in Verwendung.

## Geschichte
Im Jahre 1879 beschloss das Gremium der United Presbyterian Church in Ayr den Bau einer kleinen Kirche in Prestwick. Nachdem der Bau im Oktober desselben Jahres begonnen wurde, wurde das Gebäude am 25. April 1880 eröffnet. Die Baukosten beliefen sich auf 450 £. Zunächst besuchten nur 20 bis 30 Personen die Gottesdienste, die Gemeinde wuchs durch Unterstützung jedoch bald an. 1882 wurde die Kirche zur Pfarrkirche und erhoben und mit Archibald Alison der erste Gemeindepfarrer eingesetzt.
Im Dezember desselben Jahres wurde ein größerer Kirchenneubau beschlossen. Das von James A. Morris entworfene Gebäude wurde am 5. Juni 1884 eröffnet. Es dauerte zehn Jahre, bis die Kosten des Kirchenbaus (1900 £) und des Pfarrhauses getilgt waren. 1946 wurde das Pfarrhaus zunächst durch ein Gebäude an der Southpark Avenue, dann 1950 durch das heutige Pfarrhaus an der St Quivox Road ersetzt. Die Errichtung des neuen Gemeindesaals im Jahre 1960 schlug mit 11.575 £ zu Buche.

## Beschreibung
Das Gebäude liegt an der Main Street (A79), der Hauptstraße Prestwicks. Das Mauerwerk des neogotischen Kirchenbaus besteht entlang der ostexponierten Frontseite aus grauem Sandstein, während an der Westseite Bruchstein vom roten Sandstein verbaut wurde. Die asymmetrische Ostfassade ist mit einem weiten Maßwerk gestaltet. Rechts davon befindet sich das zweiflüglige Eingangsportal mit profilierter Laibung und Giebel. Den nördlichen Abschluss der Fassade bildet der dreistöckige Glockenturm. Dieser ist mit Lanzettfenstern mit Kaffgesimsen, Strebepfeilern und kleinen Ecktürmchen mit spitzen Steinhelmen gestaltet. Der Turm schließt mit einem oktogonalen Helm mit Wetterfahne. Entlang der fünf Achsen weiten Nordfassade sind spitzbögige Zwillingsfenster angeordnet. Das Gebäude schließt mit schiefergedeckten Dächern ab. Die Firste sind mit Terrakottaziegeln eingedeckt.